# Жанетт Ренкін
Джане́т Пі́керінг Ре́нкін (англ. Jeannette Pickering Rankin; 11 червня 1880, біля Міссули, США — 18 травня 1973, Кармел, США) — американська громадська діячка і політикиня, феміністка, членкиня Палати представників конгресу США від штату Монтана (1917—1919, 1939—1941).
Перша жінка, обрана до Конгресу США — за 3 роки до того, як американки отримали право голосувати; єдина з членів Конгресу голосувала проти вступу США як в Першу, так і у Другу світову війну.
Суфражистка в епоху Прогресивної ери, Ренкін організовувала і лобіювала законодавство, що захищає права жінок у кількох штатах, включаючи Монтану, Нью-Йорк та Північну Дакоту. Перебуваючи в Конгресі, вона запровадила законодавство, яке врешті стало 19 Конституційною поправкою, надаючи необмежені права голосу жінкам по всій країні. Вона відстоювала безліч різноманітних прав жінок та громадянських прав протягом усієї кар'єри, яка тривала понад шість десятиліть. На сьогоднішній день Ренкін залишається єдиною жінкою, яку коли-небудь обирали до Конгресу з Монтани.
Входить до Національної зали слави жінок, удостоєна місця на Поверху спадщини Джуді Чикаго.

## Життєпис
Ренкін народилась 11 червня 1880 року недалеко від Міссули, штат Монтана, за дев'ять років до того, як ця територія стала штатом, в родині вчительки Олів (до шлюбу Пікерінг) та шотландсько-канадського іммігранта Джона Ренкіна, який працював столяром і фермером. Вона була старшою з шести дітей, мала чотирьох сестер (одна з яких померла в дитинстві) і брата Веллінгтона, який став генеральним прокурором штату Монтана, а згодом суддею Верховного суду штату Монтана. Її сестра Една Ренкін Маккіннон стала першою жінкою, яка народилась в штаті Монтана і склала іспит адвокатури в Монтані, і була ранньою громадською активісткою за доступ до контрацепції.
Підліткою на сімейному ранчо Ренкін мала багато завдань, включаючи прибирання, шиття, господарські роботи, роботи на свіжому повітрі та допомогу в догляді за молодшими братами та сестрами. Вона допомагала утримувати техніку ранчо, а одного разу сама побудувала дерев'яний тротуар для будівлі, що належала батькові, щоб її можна було орендувати. Пізніше Ренкін зафіксувала свої спостереження з дитинства, що, хоча жінки західного фронтиру 1890-х працювали пліч-о-пліч, як рівні з чоловіками, вони не мали рівного політичного голосу — ні законного права голосу.
Ренкін закінчила середню школу в 1898 році. Навчалася в університеті Монтани, який закінчила в 1902 році, здобувши ступінь бакалавра наук. До політичної та адвокатської кар'єри працювала за різними професіями, включаючи шиття одягу, дизайн меблів та учителювання. Після смерті батька в 1904 році Ренкін взяла на себе відповідальність за молодших брата і сестер.

## Суфражистська діяльність

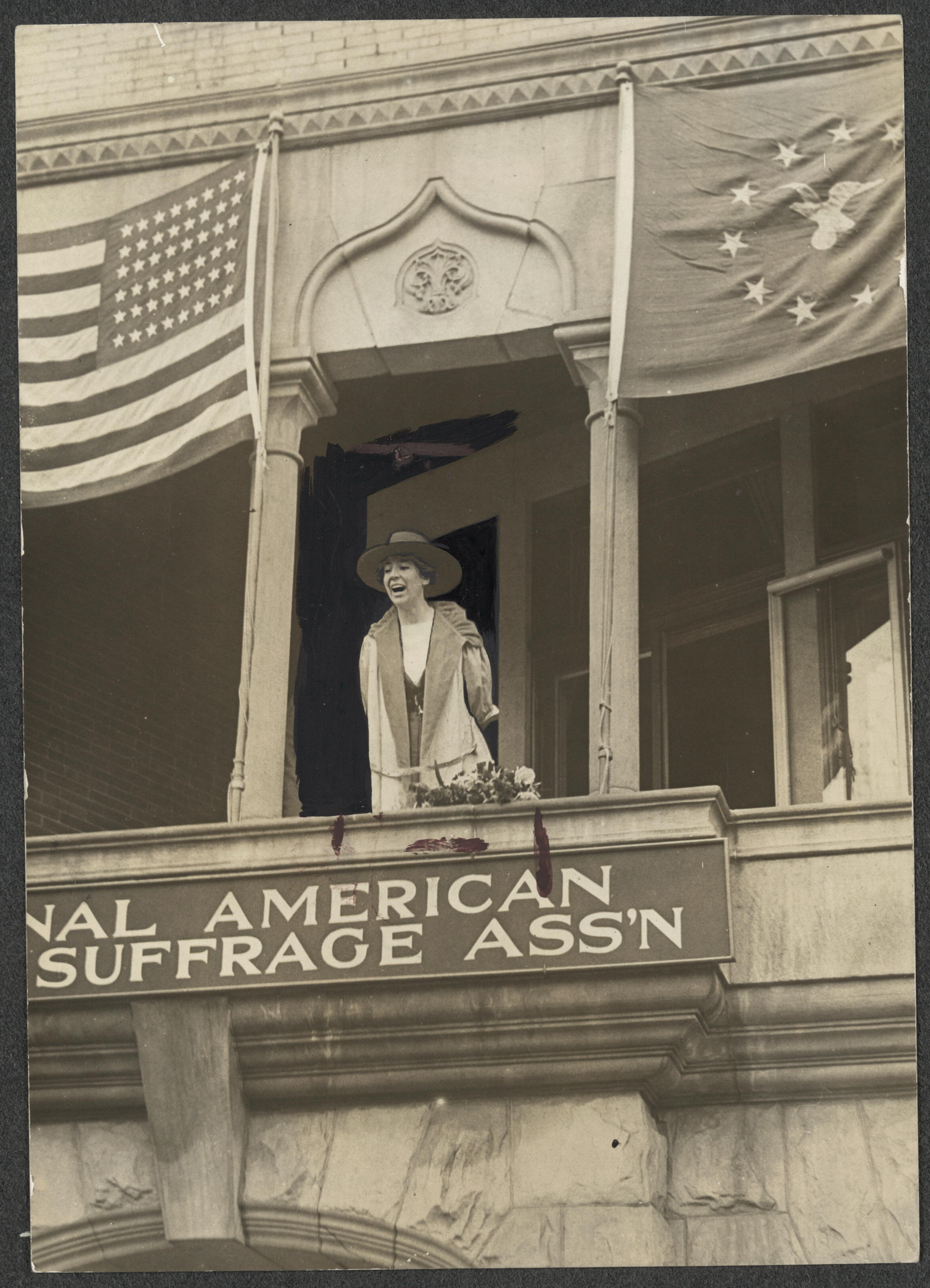
Жаннет Ренкін виступає з балкона Національної американської асоціації виборчих прав жінок 2 квітня 1917 р. — того дня, коли президент Вільсон заявив: «Світ повинен бути зроблений безпечним для демократії»

У 27 років Жанетт Ренкін переїхала до Сан-Франциско, щоб влаштуватися на роботу до соціальної служби, нової сфери, яка все ще розвивалася. Упевнена, що знайшла своє покликання, вона вступила до нью-йоркської школи філантропії в Нью-Йорку (1908—1909 рр.). Після нетривалого періоду роботи соціальною працівницею в Спокені, штат Вашингтон, переїхала до Сіетла, щоб навчатися у Вашингтонському університеті, і долучилась до суфражистського руху. У листопаді 1910 р. виборці штату Вашингтон схвалили поправку до конституції штату, щоб назавжди надати право голосу жінкам — п'ятий штат в Союзі, який це зробив. Повернувшись до Нью-Йорка, Ренкін стала однією із організаторок Нью-Йоркської партії виборчого права, яка об'єдналася з іншими виборчими організаціями для просування подібного законопроєкту про виборче право в законодавчому органі штату. У цей період Ренкін також їздила до Вашингтона для лобіювання Конгресу від імені Національної американської асоціації виборчого права (NAWSA).
Ренкін повернулась у Монтану, стала президенткою Асоціації виборчих прав у Монтані та національною секретаркою на місцях NAWSA. У лютому 1911 р. вона стала першою жінкою, яка виступила перед законодавчим органом штату Монтана, аргументуючи підтримку права голосу для жінок у її рідному штаті. У листопаді 1914 року Монтана стала сьомим штатом, який надав жінкам необмежені права голосу. Ренкін координувала зусилля різноманітних низових організацій з пропаганди її виборчих кампаній у Нью-Йорку та Монтані (а згодом і в Північній Дакоті). Потім вона брала матеріал з тієї ж базової інфраструктури під час своєї кампанії в Конгресі 1916 р.
Пізніше Ренкін порівняла свою роботу в суфражизмі з просуванням пацифістської зовнішньої політики, яка визначала її кар'єру в Конгресі. Вона вважала, як і багато суфражисток того періоду, що корупція та дисфункція уряду США були наслідком відсутності участі жінок. На конференції з роззброєння в міжвоєнні періоди вона сказала: «Проблема миру — це проблема жінки».

## Палата представників

### Перший термін Конгресу
За одне з двох місць у палаті в Монтані на виборах до Конгресу 1916 року Жанетт Ренкін боролася, подорожуючи на великі відстані, щоб охопити широко розсіяне населення штату. Кампанію фінансував і керував її брат Веллінгтон, впливовий член Республіканської партії Монтани. Ренкін збирала підтримку на залізничних станціях, куточках вулиць, на вигулах ранчо та віддалених однокімнатних шкільних будинках. Вона балотувалася як прогресистка, наголошуючи на підтримці виборчого права та соціального забезпечення. На республіканських первинних виборах Ренкін отримала найбільшу кількість голосів з восьми кандидатів від республіканських партій. На загальних загальних виборах 7 листопада Ренкін фінішувала другою у голосуванні, перемігши, серед інших, Френка Берда Ліндермана і ставши першою жінкою, обраною до Конгресу. Під час своєї переможної промови вона сказала: «Я глибоко усвідомлюю відповідальність, покладену на мене як на єдину жінку в країні, яка має право голосу в Конгресі». Її обрання викликало значний інтерес всієї країни, включаючи кілька пропозицій про шлюб.
Незабаром після початку її терміну Конгрес був запрошений на надзвичайну квітневу сесію у відповідь на оголошення Німеччиною необмеженої підводної війни на всіх атлантичних судноплавствах. 2 квітня 1917 р. Президент Вудро Вільсон, виступаючи на спільній сесії, попросив Конгрес «зробити світ безпечним для демократії», оголосивши війну Німеччині. Після напружених дебатів резолюція про війну пройшла на голосування в Палаті о 3:00 6 квітня; Ренкін єдиною з 50 когнресменів проголосувала проти вступу країни у Першу світову війну. «Я хочу виступати за свою країну», сказала вона, «але я не можу голосувати за війну». Через роки вона додала: «Я відчула, що вперше жінка мала можливість сказати „ні“ війні, вона повинна це сказати». Хоча 49 представників-чоловіків та 6 сенаторів теж проголосували проти цієї декларації, Ренкін була виділена за критику. Деякі вважали її голосування дискредитацією суфражистського руху та її авторитету в Конгресі, але інші аплодували йому, в тому числі Аліса Пол з Національної жіночої партії та представник Нью-Йорка Фіорелло Ла Гуардія.

Портрет Ренкін, Шерон Спрунг, у колекції Палати представників

Ренкін використовувала свій пост, щоб домогтися кращих трудових умов праці. 8 червня 1917 р. внаслідок катастрофи на шахті «Спекулянт» у Батте загинули 168 гірників. Робітники оголосили масовий страйк з приводу умов праці. Ренкін намагалась втрутитися, але гірничодобувні компанії відмовились зустрічатися з нею або шахтарями, і запропонований нею закон про припинення страйку не мав успіху. Вона мала більший успіх, домагаючись покращення умов праці в Бюро гравіювання та друку. Ренкін вислухала скарги федеральних робітників у бюро, що включало довгі години та надмірно вимогливий темп роботи. Вона також найняла для розслідування репортерку Елізабет Вотсон. В результаті її зусиль, щоб привернути увагу до умов роботи бюро, міністр фінансів Вільям МакАду скликав власне розслідування і, зрештою, обмежив робочий день до восьми годин.
До 1917 року жінки отримали певні форми виборчого права приблизно в 40 штатах. Ренкін продовжувала керувати рухом за необмежене загальне виборче право. Вона зіграла важливу роль у створенні Комітету з питань виборчого права жінок і стала однією з його засновниць. У січні 1918 р. Комітет представив свій звіт Конгресу , і Ренкін відкрила дебати в Конгресі щодо конституційної поправки, яка надає загальне виборче право жінкам. Резолюція була прийнята в палаті, але сенат розгромив її. Наступного року — після закінчення терміну Ренкін — одна і та ж резолюція пройшла обидві палати.Після ратифікації ¾ штатів ця резолюція стала Дев'ятнадцятою поправкою до Конституції США .
Під час терміну Ренкін законодавчий орган штату Монтана проголосував за заміну двох розширених місць у Конгресі штату двома одномандатними округами. Маючи невеликі шанси на перевибори в переважній більшості демократичних західних округів, Ренкін замість цього обрала свою кандидатуру в Сенат у 1918 році. Програвши республіканцю Оскару М. Ланструму, вона прийняла номінацію від Національної партії і стала третьою на загальних виборах за Ланструмом та чинним демократом Томасом Дж. Уолшем.

### Між термінами

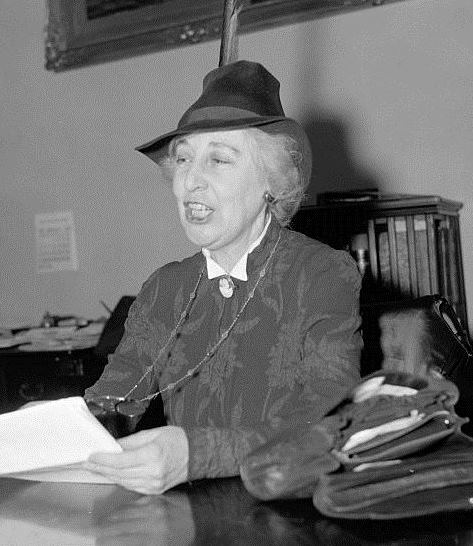
Жанетт Ренкін виступає проти укріплення Гуаму перед Комітетом з питань морських справ палати у 1939 році

Після виходу з Конгресу Ренкін працювала виїзною секретаркою Національної ліги споживачів та лобісткою різних пацифістських організацій. Вона аргументувала прийняття конституційної поправки, яка забороняє дитячу працю, і підтримала Закон Шеппарда — Таунера, першу федеральну програму соціального забезпечення, створену спеціально для жінок та дітей. Законодавство було прийняте в 1921 році, але скасовано через 8 років, хоча багато його ключових положень було включено до Закону про соціальне забезпечення 1935 року.
У 1924 році Ренкін придбала невелику ферму в Джорджії. Вона жила там простим життям, без електрики та водопроводу, а також проживала в штаті Монтана. Ренкін часто виступала з промовами по всій країні від імені Жіночого союзу миру та Національної ради з питань запобігання війні. 1928 року вона заснувала Товариство миру в Джорджії, яке служило штабом для її кампанії пацифізму до її розпуску в 1941 році, напередодні Другої світової війни.
У 1937 році Ренкін виступила проти пропозицій президента Франкліна Рузвельта втрутитися на стороні британців проти Німеччини та її союзників, аргументуючи це тим, що обидві сторони бажають уникнути другої європейської війни і будуть домагатися дипломатичного вирішення. Вона давала свідчення перед численними комітетами Конгресу всупереч різноманітним заходам готовності. Коли стало зрозуміло, що її лобістські зусилля були переважно неефективними, Ренкін подала у відставку з посади НКЗР і заявила про намір повернути собі місце в Палаті представників.

### Другий термін в Конгресі
Свою кампанію до Конгресу Ренкін розпочала в 1939 році з екскурсії середніми школами в Монтані. Вона домовилася виступити в 52 із 56 середніх шкіл Першого конгресу, щоб відновити свої зв'язки з регіоном після багатьох років, проведених у Джорджії. Ренкін знову користувалась політичною підтримкою свого брата Веллінгтона, попри їхні різні способи життя та політичні погляди.
У гонці 1940 року Ренкін, якій минуло 60 років, перемогла Джейкоба Торкельсона, відвертого антисеміта, на первинних виборах в липні та колишнього представника Джеррі Дж. О'Коннела на загальних виборах. Її призначили до Комітету з громадських земель та Комітету з острівних справ. У той час як члени Конгресу та їх виборці місяцями обговорювали питання втручання США у Другу світову війну, напад Японії на Перл-Харбор 7 грудня 1941 р. замовкла практично вся опозиція.
8 грудня Ренкін була єдиним членом палати Конгресу, яка проголосувала проти оголошення війни Японії. У галереї можна було почути шипіння, коли вона віддавала свій голос; кілька колег, включаючи представника (пізніше сенатора) Еверетта Дірксена, попросили її змінити своє рішення, щоб резолюція була одностайною — або, принаймні, утриматися — але Ренкін відмовилася. «Як жінка, я не можу піти на війну, — сказала вона, — і я відмовляюсь посилати когось іншого».
Після голосування натовп репортерів переслідував Ренкін у гардеробі. Там її змусили сховатися в телефонній будці, поки поліція не прибула, щоб провести її до кабінету, де її завалили гнівними телеграмами та телефонними дзвінками. В одному кабелі від її брата написано: «Монтана на 100 % проти тебе». Попри тиск, Ренкін не змінила свою думку. «Усі знали, що я проти війни, і обрали мене», — сказала вона. «Я проголосувала так, як матері». На наступний день у газетах по всій країні з'явилася електронна сервісна фотографія Ренкін, зафіксованої в телефонній будці, яка кличе на допомогу.
Попри те, що вчинок Ренкін широко висміювала преса, Вільям Аллен Вайт, пишучи в «Канзас Емпорія Газет», визнав відвагу її рішення:
Напевно, сто чоловіків у Конгресі хотіли б зробити те, що вона зробила. Жоден з них не мав сміливості це зробити. «Gazette» повністю не погоджується з мудрістю її позиції. Але Господи, це була смілива річ! ... Коли через сто років у цій країні святкуватимуть мужність, чисту мужність, засновану на моральному обуренні, ім'я Жанетт Ренкін, яка твердо висловила свою віру, буде написане монументальною бронзою.
Через три дні була на голосуванні подібна декларація про війну проти Німеччини та Італії; Ренкін утрималась. Її політична кар'єра фактично завершилася, вона не балотувалася на переобрання в 1942 році. Роками пізніше її запитали, чи вона колись шкодувала про свій вчинок, Ренкін відповіла: «Ніколи. Якщо ви проти війни, ви проти війни, незалежно від того, що станеться. Це неправильний метод спроби врегулювати суперечку».

## Після політичної кар'єри

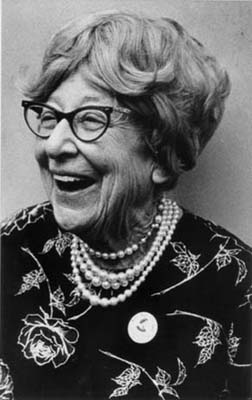
Жанетт Ренкін у 1973 році

Протягом наступних 20 років Ренкін подорожувала світом, часто відвідуючи Індію, де вивчала пацифістські вчення Махатми Ганді. Вона утримувала будинки як в Джорджії, так і в Монтані.
У 1960-х та 1970-х нове покоління пацифістів, феміністок та захисників громадянських прав знаходило натхнення у Ренкін та сприймало її зусилля так, як не робило цього її власне покоління. Вона знову активізувалась у відповідь на війну у В'єтнамі. У січні 1968 р. прибічниці Жаннет Ренкін, коаліція жіночих мирних груп, організувала антивоєнний марш у Вашингтоні, округ Колумбія — найбільший марш жінок після Параду виборчого права 1913 р. Ренкін провела 5000 учасників від Union Station до сходів Капітолія, де вони подали мирну петицію спікеру палати парламенту Джону Маккормаку. Одночасно відколота група активісток жіночого визвольного руху створила акцію протесту в рамках протесту бригади, влаштувавши «Поховання справжньої жіночності» на Арлінгтонському національному кладовищі, щоб привернути увагу до пасивної ролі, відведеної жінкам як дружинам і матерям. 1972 року Ренкін — на той час у її 90 років — розглядала можливість проведення третьої кампанії до Палати, щоб завоювати ширшу аудиторію за свою опозицію до війни у В'єтнамі, але тривалі хвороби горла та серця змусили її відмовитись від остаточного проєкту.

## Приватне життя
Жанетт Ренкін ніколи не вступала в шлюб. Вона підтримувала тісну дружбу протягом усього життя з відомою журналісткою та авторкою Кетрін Ентоні, проте жінки ніколи не брали участь у романтичній взаємодії. Біографи Ренкін не погоджуються з її сексуальною орієнтацією, але загалом погоджуються з тим, що вона була занадто поглинена роботою, щоб продовжувати влаштовувати особисті стосунки.

## Смерть і спадщина

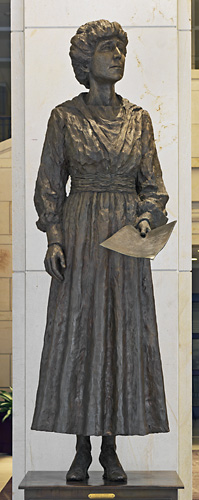
Пам'ятник Жанетт Ренкін в Національному скульптурному залі, Вашингтон, округ Колумбія, Террі Мімно (1985)

Жанетт Ренкін померла 18 травня 1973 року у віці 92 років у Кармелі, штат Каліфорнія. На цвинтарі в Міссулі їй присвячено меморіальний камінь. Вона заповіла свій маєток, включаючи майно в Ваткінсвіллі, штат Джорджія, щоб допомогти «зрілим, безробітним жінкам-робітницям». Її резиденція в Монтані, знана як ранчо Ренкін, була додана до Національного реєстру історичних місць у 1976 році. Фонд Жаннет Ренкін (нині Фонд стипендій жінок Жаннет Ренкін), некомерційна організація 501, присуджує щорічні освітні стипендії жінкам із низьким рівнем доходу у 35 років у США. Починаючи з єдиної стипендії в 500 доларів США в 1978 році, фонд виплатив понад 1,8 мільйона доларів стипендій понад 700 жінкам.
Статуя Ренкін роботи Террі Мімно, на якій написано «Я не можу проголосувати за війну», була розміщена в Залі статуй Капітолія США в 1985 році. На її присвяті історикиня Джоан Гофф-Вільсон назвала Жанетт Ренкін «однією з найбільш суперечливих і унікальних жінок у Монтані та американській політичній історії».Копія стоїть у будівлі міста Монтани в Гелені. 1993 року Ренкін було внесено до Національного жіночого залу слави.
У 2004 році активістка за мир Джанмарі Сімпсон зіграла у спектаклі «Одинока жінка», заснованому на житті Жанетт Ренкін, на користь мирних організацій. Також Сімпсон знялась в екранізації, яку зняла і продюсувала Камала Лопес, зіграв Мартін Шин, а музику написала Джоні Мітчелл. Opera America замовила пісенний цикл про Ренкін під назвою «Запекла благодать», прем'єра якого відбулася в 2017 році. 2018 року пивоварна компанія Каліспелл замовила фреску збоку від своєї будівлі в Каліспеллі, штат Монтана, з карикатурою та цитатами Ренкін.
Хоча її спадщина майже повністю ґрунтується на її пацифізмі, Жанетт Ренкін заявила в Монтанській конституційній конвенції в 1972 році, що воліла б інакше. «Якщо я не пам'ятаю жодного іншого вчинку», сказала вона, «я хочу, щоб мене пам'ятали як єдину жінку, яка коли-небудь проголосувала за надання жінкам права вибору».